# Stillingia paucidentata
Stillingia paucidentata är en törelväxtart som beskrevs av Sereno Watson. Stillingia paucidentata ingår i släktet Stillingia och familjen törelväxter. Inga underarter finns listade i Catalogue of Life.